# Teoria kolejek
Teoria kolejek – dziedzina matematyki zajmująca się analizowaniem systemów, w których powstają kolejki. Teoria kolejek jest dziedziną związaną z badaniami operacyjnymi, rachunkiem prawdopodobieństwa, matematyką stosowaną, jak również telekomunikacją i informatyką.

## Systemy kolejkowe
W systemach którymi zajmuje się teoria kolejek, zlecenia (np. klienci w supermarkecie) napływają do punktów obsługi (kasy) i czekają na obsłużenie w poczekalni (kolejka do kasy). Zwykle przyjmuje się, że tempo napływu klientów jest zmienną losową, co powoduje, że nawet jeżeli punkty obsługi teoretycznie obsługują klientów szybciej niż oni napływają, w systemie powstają kolejki. Kolejki wynikają z tego, że w jednej chwili klienci w ogóle nie pojawiają się przy kasie, natomiast w innej chwili pojawia się „podwójna porcja” klientów.
System kolejkowy opisują dwie zmienne losowe:
- {\displaystyle \tau _{1}} – czas między kolejnymi zgłoszeniami,
- {\displaystyle \tau _{2}} – czas obsługi pojedynczego zgłoszenia.

W teorii kolejek wykorzystywane jest m.in. prawo Little’a (1961).

## Oznaczenia
Prekursorem w dziedzinie teorii kolejek był duński inżynier Agner Krarup Erlang pracujący w firmie telekomunikacyjnej. W 1909 roku opublikował on swoją pierwszą pracę dotyczącą systemów kolejkowych.
Kolejna ważna praca na ten temat, napisana przez Davida G. Kendalla powstała w 1953 roku i dotyczyła notacji, jaką należy stosować przy opisywaniu systemów kolejkowych. Zaproponowana przez Kendala notacja wyglądała następująco: {\displaystyle A/B/c/L/N.} Poszczególne składowe tej notacji miały następujące znaczenie:
- {\displaystyle A} – rozkład zmiennej losowej {\displaystyle \tau _{1}} (czas między kolejnymi zgłoszeniami),
  - {\displaystyle M} – rozkład wykładniczy,
  - {\displaystyle D} – rozkład deterministyczny (o stałych odstępach czasu),
  - {\displaystyle E_{k}} – rozkład Erlanga rzędu {\displaystyle k,}
  - {\displaystyle G} – rozkład ogólny (od General) zdefiniowany przez użytkownika,
- {\displaystyle B} – algorytm obsługi zgłoszeń (rozkład zmiennej losowej {\displaystyle \tau _{2}}),
- {\displaystyle c} – liczba równoległych stanowisk obsługi,
- {\displaystyle L} – wielkość poczekalni (jeśli nie podane, to {\displaystyle L=\infty }),
- {\displaystyle N} – wymiar źródła zgłoszeń (jeśli nie podane, to {\displaystyle N=\infty }).

## Parametry systemu kolejkowego
- {\displaystyle N(t)} – zmienna losowa – liczba zgłoszeń w momencie {\displaystyle t}
- {\displaystyle c+L+1} – liczba stanów systemu
- {\displaystyle \lambda } – intensywność napływu zgłoszeń
- {\displaystyle \mu } – intensywność obsługi zgłoszeń
- {\displaystyle {\frac {1}{\lambda }}} – średni czas między kolejnymi zgłoszeniami
- {\displaystyle {\frac {1}{\mu }}} – średni czas obsługi pojedynczego zgłoszenia
- {\displaystyle \rho ={\frac {\lambda }{\mu }}} – obciążenie systemu

## Najpopularniejsze typy systemów kolejkowych
- M/M/1
- M/M/c
- M/M/1/L
- M/M/1/N
- M/M/c/L
- M/M/c/N
- M/G/1
- G/M/1
- G/G/1

## Zastosowania
Już na pierwszy rzut oka widać, że notacja zaproponowana przez Kendalla jest bardzo sztywna i trudno przy jej pomocy modelować prawdziwe zjawiska. Przykładowo, przy pomocy tej notacji nie da się uwzględnić, że klienci mogą się różnić między sobą (klienci, którzy przychodzą zrobić duże zakupy na weekend różnią się od klientów, którzy przyszli rano tylko po bułki).
Pierwotnym założeniem było także to, że systemy kolejkowe będą analizowane przy pomocy technik analitycznych. W praktyce okazuje się to jednak bardzo trudne, a często wręcz niemożliwe, ponieważ systemy są zbyt skomplikowane bądź charakteryzujące je zmienne losowe nie dają się w łatwy sposób analizować matematycznie. Dlatego obecnie najwygodniejszą i najczęściej stosowaną techniką są symulacje komputerowe.
Symulacje komputerowe można wykorzystać do analizy systemów kolejkowych w wielu dziedzinach:
- kolejki w supermarketach, stacjach obsługi samochodów, lotniskach,
- logistyka i procesy produkcyjne (linie produkcyjne),
- telekomunikacja – zgłoszenia do centrali, call centers,
- sieci komputerowe i obsługa systemów z wieloma terminalami,
- obwody elektryczne i pamięci komputerowe (tworzenie tzw. stosów).

## Narzędzia stosowane do analizy systemów kolejkowych
- język programowania GPSS
- programy komputerowe (np. Matlab)